# Weißenseer Arbeitskreis
Der Weißenseer Arbeitskreis (Kirchliche Bruderschaft in Berlin) war ein im Jahr 1958 entstandener kirchenreformatorischer Kreis evangelischer Theologen in der DDR. Seinen Namen verdankt der Arbeitskreis dem Ort seiner ersten Zusammenkunft am 17. Januar 1958 in der Stephanus-Stiftung im Ost-Berliner Stadtbezirk Weißensee. Der Kreis trat für eine konstruktive Zusammenarbeit mit dem Staat ein und wurde von Gegnern als SED-treu bezeichnet.

## Gründung
Anlass der Gründung als freie innerkirchliche Vereinigung war ein bruderrätlicher Kontext verschiedener Personen, die in der Frontalopposition des Berlin-Brandenburgischen Bischofs Otto Dibelius gegen die SED keinen Ausweg sahen. Deswegen und vor dem Hintergrund unterschiedlicher kirchenpolitischer Entwicklungen in der Evangelischen Kirche in Berlin-Brandenburg in Berlin (West) sowie dem in der DDR gelegenen Kirchengebiet luden 1957 sieben Theologen, darunter der Superintendent des Kirchenkreises Seelow Siegfried Ringhandt sowie der Direktor des Predigerseminars in Brandenburg Albrecht Schönherr zu einer Versammlung am 17. Januar 1958 in die Weißenseer Stephanus-Stiftung ein, an der über 200 Teilnehmer, vorwiegend Pfarrerinnen und Pfarrer teilnahmen. Ringhandt hielt das Eingangsreferat und wurde 1959 zum Vorsitzenden des Arbeitskreises gewählt.

## Selbstverständnis
In seinem Referat bekannte sich Ringhandt zu den theologischen Prinzipien der Barmer Theologischen Erklärung, der Tradition der Bekennenden Kirche sowie dem Darmstädter Wort. Er übte Kritik u. a. an der Staatsnähe der Kirche, Beamtentum und das Bischofsamt, ihre dominierende Sorge um Besitz und Finanzen und sah sie in einer „Gefangenschaft im Rechtsdenken“. Er wünschte sich eine Neubesinnung zur Alleinstellung der Kindertaufe sowie kirchenpolitisch einen „offenen Willen zur Begegnung und zum Gespräch“ mit der atheistischen DDR-Regierung.
Am 29. März 1960 formulierte der Arbeitskreis sein Selbstverständnis als theologischer Arbeitskreis, der dazu verhelfen möchte „die Erkenntnisse von Barmen und Darmstadt im Leben und Handeln der Kirche zu verwirklichen“. Er vertrete keine bestimmte theologische Lehrbildung, verfüge über kein politisches Programm und diene nicht bestimmten politischen Konzeptionen. Unabhängig von staatlichen und kirchlichen Institutionen verwalte und finanziere er sich selbst. Die Angehörigen des Weißenseer Arbeitskreises knüpften theologisch an Karl Barth und Dietrich Bonhoeffer an. Sie betonten dabei die kritische Haltung gegen die Kirche als Institution und die Ablehnung der traditionellen Verbindung der Kirche mit weltlicher Macht. Zu politischem Engagement sei stattdessen der einzelne Christ aufgerufen.

## Mitglieder aus Berlin (West)
Zum Weißenseer Arbeitskreis hielten sich auch Theologen aus dem West-Berliner Bereich der Evangelischen Kirche in Berlin-Brandenburg, unter anderem Mitglieder des von Rudolf Weckerling mitbegründeten „Unterwegskreises“. Deren Mitglieder lehnten die restaurative Kirche von Otto Dibelius ab und suchten neue Wege, die die Tradition der Bekennenden Kirche fortsetzen sollten. Neben Weckerling schloss sich aus dem „Unterwegskreis“ auch der Bonhoeffer-Schüler und persönliche Referent von Bischof Dibelius Wolf-Dieter Zimmermann dem Weißenseer Arbeitskreis an. Kontakte zum Weißenseer Arbeitskreis unterhielt auch die West-Berliner Theologin und Vorsitzende des Reformierten Moderamens in Berlin (West) Horsta Krum, die auch Beiträge in den „Weißenseer Blättern“ publizierte.

## Einfluss des Ministeriums für Staatssicherheit
Zu den Gründern des Arbeitskreises gehörten die inoffiziellen Mitarbeiter des Ministeriums für Staatssicherheit (MfS) Gerhard Bassarak (IM „Bus“) und Hanfried Müller (IM „Hans Meier“). Das MfS förderte bzw. beeinflusste den Kreis.
In der Leitung des Kreises traten zunehmend Differenzen auf. Als die „linke“ Fraktion unter Müller im Frühjahr 1960 gegen den von ihm als reaktionär bezeichneten Ringhandt ein Misstrauensvotum stellte, trat Ringhandt vom Vorsitz zurück und verließ den Arbeitskreis. An Ringhandts Stelle wurde Albrecht Schönherr gewählt, der den Vorsitz bis 1967 führte. Schönherr führte auch den Leiter des Seminars für kirchliche Dienste, Horst Kasner, in den Arbeitskreis ein, in dessen Führungskreis dieser auch aufrückte.  Als Schönherr erkannte, dass der  Arbeitskreis von Staats- und Parteivertretern „lediglich als Erfüllungsgehilfe ihrer Kirchenpolitik betrachtet wurde“ verließ er ebenfalls den Kreis.
Die staatsnahe Haltung der Weißenseer und ihre Distanzierung von Aktivitäten oppositioneller Geistlicher war der SED einerseits willkommen, andererseits rief ihre geistige Unabhängigkeit auch Misstrauen hervor. Da die SED prinzipiell Religion als rückständiges Überbleibsel einschätzte, wirkte das offensive Eintreten von Theologen für die sozialistische Gesellschaft, verbunden mit souveräner geistiger Aneignung der marxistischen Theorie, irritierend. Überdies hatte die Weißenseer Gruppe zu der Blockpartei CDU ein gespanntes Verhältnis.
In den 1980er Jahren nahm die Mitgliederzahl der Organisation ab, weil im Zuge der krisenhaften Entwicklung der DDR auch bei links orientierten Theologen das Vertrauen in den Staat schwand.

## Themen des Arbeitskreises
1959 bearbeitete der Arbeitskreis das Thema „missio in nachreligiöser Welt“. Kirchenpolitisch wurde am 22. Juni 1959 eine Eingabe an die Synode der EKD gerichtet, in der dringend darum gebeten wurde „die unterschiedlichen Einstellungen zu den Massenvernichtungsmitteln zu klären (und) den Militärseelsorgevertrag zu ändern“.
Hanfried Müller formulierte eine Kritik der traditionellen „Religiosität“, der er eine weltoffene „Christusgläubigkeit“ entgegenstellte. Der Arbeitskreis trat mit wenigen öffentlichen Stellungnahmen hervor, in denen er u. a. die Vorherrschaft der Säuglingstaufe in Frage stellte, die Vereinbarkeit von Konfirmation und Jugendweihe begründete und für die Eigenständigkeit der Evangelischen Kirchen der DDR gegenüber Westdeutschland eintrat. Leitgedanke war die Auffassung, dass die Kirche der (auch nicht christlichen) Gesellschaft zu dienen, nicht Herrschaftsansprüche zu stellen habe.
Als die Konferenz der Evangelischen Landeskirchen innerhalb der DDR 1961 in Übereinstimmung mit der EKD feststellte, Christen dürften sich nicht dem Absolutheitsanspruch einer Ideologie unterwerfen, formulierte der Weißenseer Arbeitskreis eine andere Position. Seine „Sieben Sätze von der Freiheit der Kirche zum Dienen“ von 1963 empfahlen den evangelischen Christen, an der Erfüllung der Aufgaben der politischen Ordnung der Gesellschaft mitzuarbeiten.

## Publikation
Von 1982 bis 2006 gab Hanfried Müller im Auftrag des Arbeitskreises in unregelmäßigen Abständen die Zeitschrift Weißenseer Blätter (WBl) heraus.